# Sphinx albicolor
Sphinx albicolor är en fjärilsart som beskrevs av Edward Alfred Cockayne 1926. Sphinx albicolor ingår i släktet Sphinx och familjen svärmare. Inga underarter finns listade i Catalogue of Life.